# Ropica congolensis
Ropica congolensis là một loài bọ cánh cứng trong họ Cerambycidae.